# Xã Cleon, Michigan
Xã Cleon (tiếng Anh: Cleon Township) là một xã thuộc quận Manistee, tiểu bang Michigan, Hoa Kỳ. Năm 2010, dân số của xã này là 957 người.